# A Spoilt Child of Fortune
A Spoilt Child of Fortune è un cortometraggio muto del 1910 diretto da Lewin Fitzhamon.

## Trama
Un vagabondo si getta a nuoto per salvare una ragazzina che non riesce a tornare a riva a causa della marea montante.

## Produzione
Il film fu prodotto dalla Hepworth.

## Distribuzione
Distribuito dalla Hepworth, il film - un cortometraggio di 183 metri - uscì nelle sale cinematografiche britanniche nel novembre 1910.
Si conoscono pochi dati del film che, prodotto dalla Hepworth, fu distrutto nel 1924 dallo stesso produttore, Cecil M. Hepworth. Fallito, in gravissime difficoltà finanziarie, il produttore pensò in questo modo di poter almeno recuperare il nitrato d'argento della pellicola.